# 葬尸湖乐队
葬尸湖乐队（Zuriaake）是一支中国氛围黑金属乐队，由主唱Bloodfire、吉他手Bloodsea和鼓手Deadsphere组成。其名字“Zuriaake”是由“Zu”、“Bury”和“Lake”合成而来的生造词，这样的构想是为了巧妙地避开与其他乐队重名的问题，并避免乐迷看到Lake就以为是哥特之类的误解。该乐队的一大特点是所有成员在登台演出时总是穿着黑色的蓑衣、斗笠、面纱，从不露出正脸，不接受视频采访，也未公布乐队成员的真实身份，但《南華早報》有報道指主唱Bloodfire的真正身分是山東大學材料科學與工程系教授劉嶢。
2001年，Bloodsea与Bloodfire在山东济南创立了葬尸湖乐队。2005年，乐队通过大陆第一个黑金属厂牌Black Happiness Pro（R.H.P）发行了demo《悲赋之秋》（Split with 英吉沙），同年又录制了EP《司命楼兰》。
2006年，由于R.H.P.停牌歇业，乐队加入大陆新晋黑金属厂牌Pest Pro，随后旅澳音乐人Deadsphere加入乐队。
2007年，乐队发布了EP《冬霾》和专辑《弈秋》。《弈秋》被认为是中国极端金属音乐史上的一张重要专辑。
2008年，由于Bloodfire赴德国留学，乐队暂停活动。
2012年，Bloodfire学成归国，乐队重新启动，并开始筹备新的专辑。
2015年，乐队发布了EP《妖祭》和专辑《孤雁》。其中，《孤雁》在中国金属乐圈内引起了极大的反响。
2019年，乐队发布了EP《深庭》。
葬尸湖乐队从成立以来始终致力于探索中国传统音乐元素与黑暗金属的融合，寻求东西方音乐文化的交汇点。乐队的音乐中，吉他声效处理得恰到好处，自然声效的巧妙融入赋予了作品深深的情感；主唱Bloodfire以悲凉而激昂的黑嗓著称，营造出强烈的情绪冲击力。葬尸湖乐队的音乐作品深受中国金属乐听众喜爱，在中国黑金属乐队中占据了重要位置，被许多乐迷视为中国黑金属最好的代表之一。